# Johann Strauss Ensemble
Das Johann Strauss Ensemble, gegründet 1985 als Österreichisches Johann Strauß Ensemble von Mitgliedern des Bruckner Orchesters Linz, ist ein österreichisches Kammerorchester mit Hauptsitz in Linz. Das Ensemble wurde von Erich Buchmann gegründet und meist von Russell McGregor als Stehgeiger geleitet. Das Johann Strauss Ensemble konzertiert ganzjährig, die meisten Instrumente sind doppelt besetzt, wobei es keinen willkürlichen Musikerwechsel gibt. Im  Juli 2018 übernimmt Josef Herzer die Geschäftsführung.

## Repertoire
Das musikalische Repertoire umfasst die Werke der Familie Strauss, Joseph Lanner und Franz Lehár sowie moderne Wiener Musik. Daher befinden sich im Repertoire des Ensembles auch Kompositionen zeitgenössischer Komponisten. Das Ensemblemitglied Werner Steinmetz gestaltet sowohl als Dirigent wie auch als Komponist den zweiten Teil der CD Aus den Bergen. Ebenso Ensemblemitglied Manfred Kammerhofer komponiert Werke, welche sich im Repertoire des Johann Strauss Ensembles befinden. Vor allem im Programm Du Donau, Du – Strauss weitergedacht, welches auch aufgenommen wurde, spielt das Ensemble Werke von u. a. Roland Neuwirth, Werner Pirchner, Guido Mancusi, Michael Radanovics. Auch enthält das Programm drei Lieder komponiert von Gerhard Rühm: In da Donau die Nixaln, Heit is da richtige Nebe, ...dar Wein, dar Wein, dar Wein. Seit der Saison 2014/2015 des Linzer Musiktheaters gibt das Ensemble im Zyklus Auf Flügeln des Gesanges jährlich 4 Konzerte, deren jeweiliges Programm im Kontext mit dem Gastdirigenten, der Gastdirigentin respektive der eingeladenen Sängerin oder dem Sänger stehen. Die Gäste entstammen allesamt dem Ensemble des Linzer Musiktheaters.

### Zusammenarbeiten mit anderen Künstlern
- Friedrich von Thun, Lesung: Eine blassblaue Frauenschrift, Text von Franz Werfel; Musik von Franz Schubert und Josef Strauss.[7]
- 2005: Günther Paal, Lesung: Via Emilia – eine Erzählung mit Orchester, Text von Günther Paal, Musik von Thomas Barth.[8]
- 2005: Erwin Steinhauer, Lesung: Walzer, Lächeln der Seele – "Jo, derfn's denn des? Humoresken aus dem 19. Jhdt.[9]
- 2010: Gabriele Deutsch und Wolfgang Winkler, Lesung: KOCHLÖFFELVERZEICHNIS. Lesung „Auf ewig dein Mozart“. Mozarts Frauen[10]
- 2011: Verena Scheitz, Lesung: Lesung mit Musik.[11]
- 2012: Miguel Herz-Kestranek, Lesung: G´schichten aus dem Wienerwald[12]
- 2014: Harald Serafin, Lesung: Nicht immer war es wunderbar![13]
- 2015: Agnes Palmisano, Gesang: Ein Wienerischer Dudler[4]
- 2015: Günther Lainer, Lesung und Vocalensemble LALÁ, Gesang: Der Gletscher – eine Beleuchtung der österreichischen Seele komponiert von Werner Steinmetz mit Texten von Ernst Jandl.[4]
- 2018: Ingo Ingensand: Der Teufel auf Erden; fantastisch-burleske Operette Der Teufel auf Erden
- 2019: Adrian Eröd, Matthäus Schmidlechner und Markus Huber: Die bösen, alten Lieder

## Stehgeiger und Dirigenten
Russell McGregor löste 2004 Alfred Pfleger als Stehgeiger ab und leitet seitdem das Ensemble an der Stehgeige.

### Zusammenarbeit mit weiteren Dirigenten
- Martin Sieghart[14]
- Werner Steinmetz[4]
- Daniel Spaw[15]
- Ingo Ingensand[16]
- Marc Reibel[17]
- GMD Markus Huber
- Daniel Linton France
- Josef Sabaini
- Alexander Joel
- GMD Enrico Calesso
- Yura Yang
- Guido Mancusi
- GMD Andreas Schüller
- Vinzenz Praxmarer
- Gerrit Prießnitz

## Mitglieder
Stand März 2025
| Josef Herzer           | Violine und Ensemble-Manager |                     |                       |
| ---------------------- | ---------------------------- | ------------------- | --------------------- |
| Josef Fuchsluger       | Violine                      | Viola               | Matthias Frauendienst |
| Violine                | Lydia Peherstorfer           | Viola               | Clemes Rechberger     |
| Muelleder Daniela      | Violine                      | Viola               | Nebojsa Bekcic        |
| Johanna Wall           | Violine                      | Violoncello         | Ida Leidl             |
| N.N.                   | Violine und Komponist        | Violoncello         | Heidi Mravlag         |
| Christian Wirth        | Violine und Komponist        | Kontrabass          | N.N.                  |
| Christina Vesztergom   | Harfe                        |                     |                       |
| Gudrun Hirt-Hochreiner | Flöte                        | Flöte               | Ildiko Deak           |
| Martin Kleinecke       | Oboe                         | Oboe                | Astrid Stiefsohn      |
| Lisa Wagner            | Klarinette                   |                     |                       |
| Matthias Kronsteiner   | Fagott und Aufnahmeleiter    | Wolfgang Heiler     | Fagott                |
| Walter Pauzenberger    | Horn                         | Aichberger Leonhard | Trompete,             |
| Alfred Steindl         | Pauken und Schlagwerk        | Walter Schiffler    | Posaune               |

## Tourneen
Im Rahmen von Konzertreisen und Tourneen gab das Ensemble Konzerte in Österreich, Deutschland, Schweiz, Italien, Kroatien, Türkei, Griechenland, Spanien, Bulgarien, Holland, Russland, China, Rumänien, Frankreich, Belgien, Monte-Carlo, Japan und Australien.

## Diskografie
- 1994: Johann Strauss Ensemble
- 2000: Wiener Blut
- 2001: Du Donau, Du
- 2004: An der schönen blauen Donau
- 2010: Johann Strauss Ensemble im Brucknerhaus
- 2011: From Vienna with Love
- 2013: Ostwärts
- 2015: Aus den Bergen
- 2017: Reisebuch aus den Österreichischen Alpen (Ernst Krenek / Ingo Ingensand)